# Järle kvarn

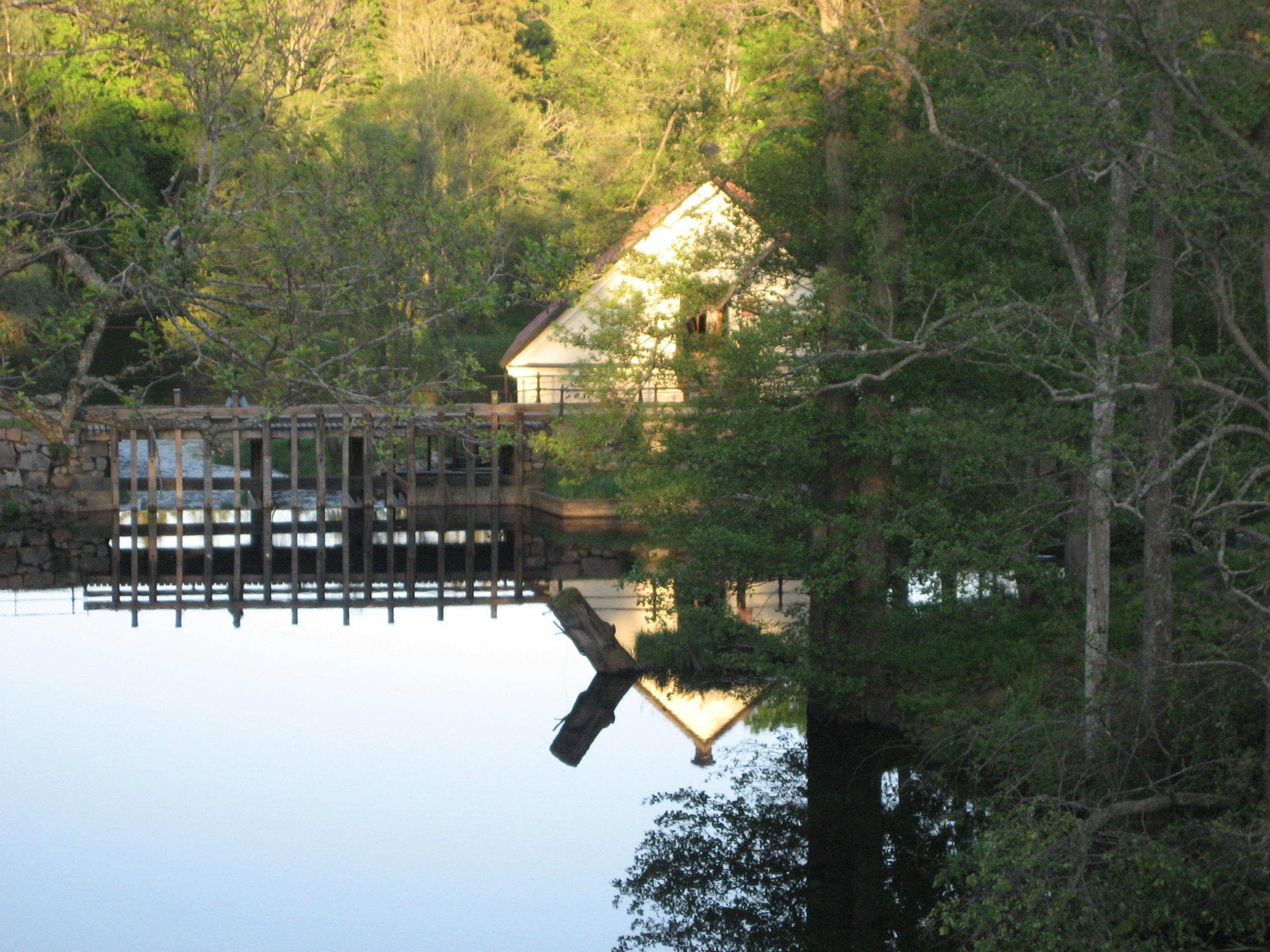
Järle damm ovanifrån Vårkväll

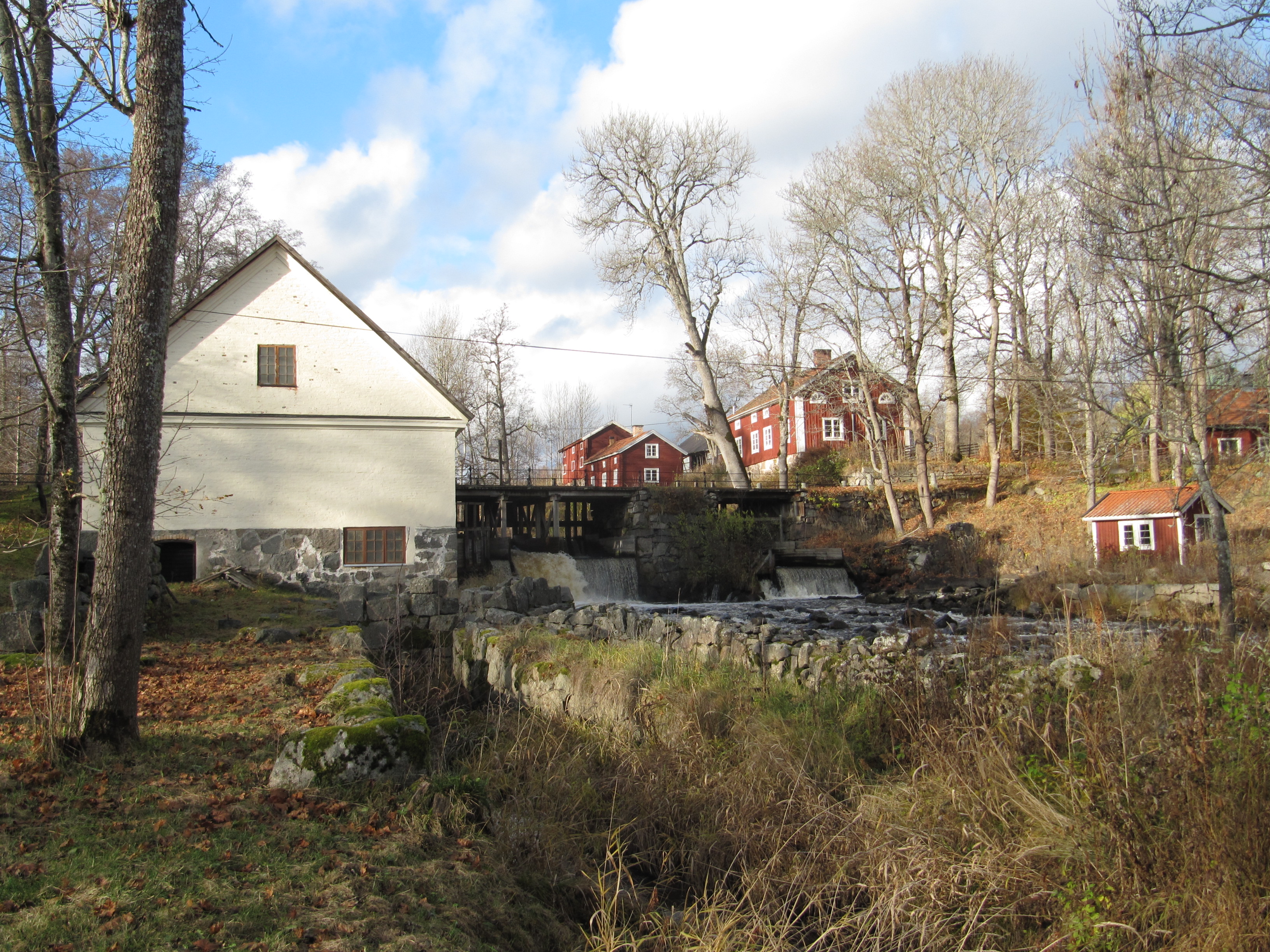
Järle kvarn nedströms dammen Senhöst

Järle kvarn är en vattenkvarn belägen vid Kvarnforsen Järleån, vid Järle Stad, nedströms Norasjön i Nora kommun. Kvarnen har varit i kommersiell drift för malning fram 1970-talet och därefter utarrenderad för elproduktion. Järle Kvarndamm är också broförbindelse på den gamla landsvägen från Örebro mot Lindesberg. Järle kvarn och damm inköptes av Naturvårdsverket, för främjande av dess bevarande, i samband med bildandet av Järleåns naturreservat och utgör reservatets nedersta ände.
Nuvarande byggnad är från början av 1800-talet. Befintligt maskineri i tre våningar: två stenkvarnar, siktverk, triörverk och rensverk, hiss, elevatorer, turbinregulator mm. är från tidigt 1900-tal. Stålvalskvarn och betningsverk har tillkommit senare. Det mesta av maskineriet är i körbart skick.  
Kvarnen betjänas med vatten och fallhöjd från Järle Kvarndamm. Dammbyggnaden är av ålderdomlig typ; byggd i löst lagd sten med överbyggnad, brobana och spettluckor i trä. En del av dammen utgörs av en vacker valvbro över åns sidoflöde. Valvbron är skyddat fornminne. 
Sedan åtminstone 1600-talet har på platsen funnits en omfattande industriverksamheten med masugn, hammare och sågverk, vars grundläggningar finns bevarade. Hammare och sågverk har var i drift till slutet på 1800-talet. Dammen renoverades senast 1980, efter skador orsakade av mycket höga flöden i den trånga dalgången, cirka 130 m3/s, mot medelflödet 10,2 m3/s. Området Järle Stad med kvarn och damm, klassas som ett Kulturhistoriskt Riksintresse, men åtnjuter inget lagligt skydd. Nuvarande elproduktion är uppsagd till 2017. Ett stopp för alla former av kvarndrift och elproduktionen, samt rivning och utgrävning av dammen, förbereds för närvarande enligt beslut av Naturvårdsverket (nov 2016), för främjande av flodpärlmusslans spridning.

## Elkraftverket
Elkraftproduktion från början av 1900-talet, för belysning med mera i kvarnen och kringliggande gårdar. Francisturbin, Finshyttans hydraulisk regulator, ASEA likströmsgenerator 25 hkr. Likströmssystem med 3 ledare: -220 Volt 0 Volt +220 Volt. Kvarndrift fram till 1970-talet, därefter enbart el-produktion för allmänna elnätet. Under 1980 - 90-talet producerades elkraft, ca 400 000 kWh årligen, med kvarnens befintlig dubbla Francisturbin. Nuvarande elproduktion sker med enkel Francisturbin och asynkrongenerator.